# Полювання на монстра
«Полювання на монстра» (кит. 捉妖記, пін. Zhuō yāo jì) — китайське пригодницьке кінофентезі режисера Рамана Хуея, що вийшло 2015 року. Стрічка розповідає про світ, в якому за владу борються люди і демони. У головних ролях Бай Байхе, Цзін Божань, Цзян У.
Вперше фільм продемонстрували 16 липня 2015 року у Китаї та Гонконзі. В Україні у кінопрокаті показ фільму розпочався 10 грудня 2015 року.

## Сюжет
Немовляті Хубі, що є плодом пристрасті молодого хлопця і королеви демонів, суджено стати королем всіх демонів. Проте після народження на нього полюють як люди, так і демони.

## Творці фільму

### Знімальна група
- Кінорежисер — Раман Х'юї,
- Сценарист — Алан Юень,
- Кінопродюсери — Вільям Конг, Чунг Ман Ї, Алан Юень,
- Виконавчий продюсер — Вільям Конг.
- Композитор: Леон Ко,
- Кінооператор — Ентоні Пун,
- Кіномонтаж: Ка-Фай Чун.
- Художник-постановник: Кін-Вай Лі і Йохеі Танеда,
- Художник по костюмах — Чунг Ман Ї[7].

### У ролях
| Актор       | Роль        |
| ----------- | ----------- |
| Бай Байхе   | Хо Сяолань  |
| Цзін Божань | Сун Тяньїнь |
| Цзян У      | Ло Ґан      |
| Ілейн Цзин  |             |
| Воллес Чунг | Ґе Цяньху   |

## Сприйняття

### Оцінки
Фільм отримав змішані відгуки: Rotten Tomatoes дав оцінку 60 % на основі 20 відгуків від критиків (середня оцінка 5,8/10) і 48 % від глядачів зі середньою оцінкою 3,2/5 (449 голосів). Загалом на сайті фільми має змішані оцінки, фільму зарахований «стиглий помідор» від кінокритиків, проте «розсипаний попкорн» від глядачів, Internet Movie Database — 6,2/10 (1 880 голосів), Metacritic — 53/100 (14 відгуків критиків) і 3,0/10 від глядачів (2 голоси). Загалом на цьому ресурсі від критиків фільм отримав змішані відгуки, а від глядачів — погані.

### Касові збори
Під час прем'єрного показу у США, що розпочався 28 січня 2016 року, протягом першого тижня фільм показалий у 45 кінотеатрах і він зібрав 21 074 $, що на той час дозволило йому зайняти 48 місце серед усіх прем'єр. Станом на 28 січня 2016 року показ фільму триває 7 днів (1 тиждень), зібравши у прокаті у США 32 766 доларів США, а у решті світу 385 241 936 $ (за іншими даними 384 921 766 $), тобто загалом 385 274 702 $ (за іншими даними 384 954 532 $) при бюджеті 56 млн доларів США.

### Нагороди та номінації
| Нагороди і номінації фільму «Полювання на монстра» | Нагороди і номінації фільму «Полювання на монстра» | Нагороди і номінації фільму «Полювання на монстра» | Нагороди і номінації фільму «Полювання на монстра» | Нагороди і номінації фільму «Полювання на монстра» | Нагороди і номінації фільму «Полювання на монстра» |
| Рік                                                | Кінопремія / Кінофестиваль                         | Категорія / Нагорода                               | Номінант                                           | Результат                                          | Дж                                                 |
| -------------------------------------------------- | -------------------------------------------------- | -------------------------------------------------- | -------------------------------------------------- | -------------------------------------------------- | -------------------------------------------------- |
| 2015                                               | CineAsia                                           | Режисер року                                       | Раман Х'юї                                         | Перемога                                           | [ 11 ]                                             |

### Виноски
1. 1 2  Monster Hunt: Release Info (англ.). Internet Movie Database. Процитовано 7 грудня 2015.
2. 1 2  Полювання на монстра. Kino-teatr.ua. Процитовано 4 грудня 2015.
3. 1 2  Patrick Frater (5 листопада 2015). AFM: Producer Bill Kong Has ‘Monster’ Year (англ.). Variety Media, LLC. Процитовано 7 грудня 2015.
4. 1 2 3 4  Monster Hunt (англ.). Box Office Mojo. Процитовано 8 березня 2016.
5. 1 2 3 4  Monster Hunt (2015) (англ.). The Numbers. Процитовано 8 березня 2015.
6. ↑  Полювання на монстра (рос.). Ukrainian Film Distribution. Архів оригіналу за 7 грудня 2015. Процитовано 7 грудня 2015.
7. ↑  Monster Hunt: Full Cast & Crew (англ.). Internet Movie Database. Процитовано 7 грудня 2015.
8. ↑  Monster Hunt (англ.). Rotten Tomatoes. Процитовано 8 березня 2016.
9. ↑  Monster Hunt (англ.). Internet Movie Database. Процитовано 8 березня 2015.
10. ↑  Monster Hunt (англ.). Metacritic. Процитовано 8 березня 2016.
11. ↑  CineAsia to honor 'Monster Hunt' director Raman Hui (англ.). FilmJournal International. 23 жовтня 2015. Архів оригіналу за 17 листопада 2015. Процитовано 7 грудня 2015.